# Flekkefjord
Flekkefjord là một thị xã trong hạt Vest-Agder, Na Uy.  Flekkefjord nằm trong khu vực truyền thống của Lister. Trung tâm hành chính của đô thị là thị trấn Flekkefjord. Các làng của Sira, Gyland, Rasvåg, Kirkehavn và Åna-Sira đều nằm ở Flekkefjord.
Flekkefjord là đô thị phía tây của khu vực địa lý của Sørlandet. Flekkefjord gần khoảng giữa thành phố Kristiansand và Stavanger, dọc theo tuyến E39 của châu Âu và tuyến Sørlandet.